# باشگاه فوتبال ویتلی بای
باشگاه فوتبال ویتلی بای (به انگلیسی: Whitley Bay Football Club) یک باشگاه فوتبال در شهر ویتلی بای، کشور انگلستان است که در سال ۱۸۹۷ میلادی تأسیس شده‌است.